# Chincha-krigen
Chinchakrigen (spansk: Guerra Hispano-Peruana, Guerra Hispano-Chilena, spansk-peruanske krig eller spansk-chilenske krig) var en serie kyst- og søslag hvor Spanien kæmpede mod Peru og Chile mellem 1864 og 1866, og handlede om kontrollen med de guanorige Chincha-øer. I krigen anvendtes panserskibe, heriblandt det spanske Numancia, der var det første panserskib som sejlede rundt om verden.